# Časová osa buddhismu
Časová osa buddhismu uvádí hlavní události v historii buddhismu od narození Siddhártha Gautamy do začátku 21. století.

## Starověk
| Rok (léta)                                | Událostí |
| ----------------------------------------- | --- |
| Před naším letopočtem                     | |
| 563 př. n. l.                             | Siddhártha Gautama, budoucí Buddha, se narodil v Lumbiní, ve starověké Indii. |
| 534 př. n. l.                             | Gautama opouští světský život a stává se potulným asketou (šramanou). |
| 528 př. n. l.                             | Gautama dosahuje v Bódhgaji probuzení, stává se buddhou a začíná vyučovat. |
| asi 490 př. n. l. - 410 př. n. l.         | Pravděpodobná doba života Siddhárthy Gautamy podle posledních výzkumů. |
| 483 př. n. l.                             | Gautama Buddha umírá u Kushinagary (nyní zvané Kušinagara), Indie. |
| 383 př. n. l.                             | Druhý buddhistický koncil, který byl svolán králem Kalasókou (s. Kálašókou) a konal se ve Vésálí (s. Vaišálí). Od théravády (s. sthaviravády) se tu odštěpili mahásanghikové. |
| asi 320 př. n. l. - 185 př. n. l.         | Vláda dynastie Maurjovců v Magadhsku, z níž vešel císař Asóka (s. Ašóka), mimo jiné velký podporovatel buddhismu. |
| asi 268/264 př. n. l. - 234/232 př. n. l. | Vláda císaře Asóky, který jako první sjednotil téměř celý indický subkontinent a přispěl k rozšíření buddhismu nejen v celé Indii, ale i za jejími hranicemi a to zejména na Srí Lance. |
| asi 250 př. n. l.                         | Třetí buddhistický koncil svolaný císařem Asókou, kterému předsedal Móggaliputta Tissa. Byl zde zkompilován Kathavatthu, aby byly vyvráceny nesprávné názory a teorie vyznávané některými buddhistickými školami. |
| asi 240 př. n. l.                         | Od théravády se odštěpila škola v sanskrtu zvaná vátsiputríja (p. vaččhiputtíja) neboli pudgalaváda (p. puggalaváda). |
| asi 220 př. n. l.                         | Théraváda je přinesena na Srí Lanku ctihodným Mahindou, synem císaře Ašóky, během vlády srílanského krále Dévanampija Tissy. |
| 185 př. n. l.                             | Brahmánský vojevůdce Pušjamitra Šunga svrhnul dynastii Maurjů a vytvořil Šungskou říši, čímž začalo období pronásledování buddhismu. |
| 180 př. n. l.                             | Řecko-baktrijský král Demetrius vtrhl do Indie, dostal se až k Patáliputře. Vytvořil Indo-řecké království (180 př. n. l.-10 př. n. l.), v němž buddhismus vzkvétal. |
| asi 150 př. n. l.                         | Indo-řecký král Menandros I. přestoupil na buddhismus po setkání s arahatem Nágasénou, jak je zmíněno v pálijském textu Milinda Paňhá. |
| 120 př. n. l.                             | Čínský císař Chan Wu-ti (156 př. n. l.-87 př. n. l.) obdržel dvě zlaté sochy Buddhy, jak se dozvídáme z nápisů v jeskyních Mogao, v Tun-chuangu. |
| 1. století                                | |
| 1. století                                | Během vlády krále Vatta Gaminiho se na Srí Lance shromáždili buddhističtí mniši théravádové tradice v klášteře Alóka Vihára a sepsali Tipitaku do té doby předávanou ústně v jazyce Páli. Jedná se o nejstarší buddhistický rukopis - vlastně nejstarší zachovaný indický rukopis. Tipitaka byla zapsána na palmové listy, které byly uchovány v hliněné nádobě. Rukopis je nyní ve vlastnictví Britské knihovny. |
| 65                                        | Liu Jingovo sponzorování buddhismu je první doložený případ buddhistické praxe v Číně. |
| 67                                        | Buddhismus uveden do Číny dvěma mnichy jménem Moton a Chufarlan. |

## Středověk
| Rok (léta)                | Událostí |
| ------------------------- | --- |
| 6. století                | |
| 552                       | Buddhismus se dostává do Japonska z království Pekče (Korea) (podle záznamů v Nihonšoki). Někdy je uváděn i rok 538. |
| 7. století                | |
| 620 - 649                 | Vláda krále Sogcän Gampa, který uvádí buddhismus do Tibetu. |
| 8. století                | |
| 755 - 797                 | Vláda krále Thisong Decäna, který upevnil postavení tibetského buddhismu. Pozval do Tibetu Padmasambhavu, Šántarakšitu, Vimalamitru a do Indie vyslal překladatele Vairóčanu. Buddhismus ustanovil státním náboženstvím a nechal postavit klášter Samjä, první buddhistický klášter v Tibetu. |
| 9. století                | |
| 836 - 842                 | Vláda krále Langdarmy, který potlačoval tibetský buddhismus. |
| 845                       | Potlačování buddhismu v Číně císařem Wu-cungem. |
| 10. století               | |
| 972                       | První vydání čínské Tripitaky. |
| 982 - 1054                | Atíša, indický buddhistický mnich, reformátor tibetského buddhismu a duchovní otec školy Kadampa. |
| 11. století               | |
| 11. století - 13. století | Zničení indického buddhismu muslimskými dobyvateli. |
| 1044 - 1077               | Vláda barmského krále Anoratcha, který zavádí buddhismus ve své říši jako státní náboženství. |
| 1073                      | Založení tibetské školy Sakjapa Khön Könchog Gyalpem |
| 11./12. st.               | Založení tibetské školy Kagjüpa Gampopou, podle tradice byl zakladatelem školy Marpa Překladatel. |
| 1133 - 1212               | Hónen Šónin (Genku), zakladatel japonské školy Džódó šú (Škola čisté země). |
| 12. století               | |
| 1141 - 1215               | Eisai Zendži, zakladatel japonské zenové školy Rinzai šú. |
| 1161 - 1211               | Tsangpa Gyare Jeshe Dorje, první Gyalwang Drukpa, zakladatel největší školy tibetského buddhismu - Drukpa Kagjü. |
| 1173 - 1263               | Šinran Šónin, zakladatel japonské školy Džódó šinšú ("Pravá" škola čisté země). |
| 1199                      | Muslimská vojska pod vedením generála Muhammeda ibn Bhaktjara zničila Nálandu, poslední centrum indického buddhismu. |
| 13. století               | |
| 1200 - 1253               | Dógen Zendži, zakladatel japonské zenové školy Sótó šú. |
| 1222 - 1282               | Ničiren, zakladatel japonské školy Ničiren šú. |
| 14. století               | |
| 1357 - 1419               | Congkhapa, zakladatel tibetské školy Gelugpa. |
| 15. století               | |
| 1409                      | Congkhapa založil v Tibetu první klášter buddhistického řádu Gelugpa jménem Gandän. Později se stal třetím největším klášterem v Tibetu, schopným pojmout až 3300 mnichů. |
| 1416                      | Congkhapův žák Džamjang Čhödže založil v tibetu buddhistický klášter Däpung, který se stal největším klášterem v Tibetu, schopným pojmout až 7700 mnichů. |
| 1419                      | Congkhapův žák Čhamčhen Čhödže po svém návratu z Číny založil v Tibetu buddhistický klášter Sera, který se stal druhým největším klášterem v Tibetu, schopným pojmout až 5500 mnichů. |

## Novověk
| Rok (léta)  | Událost |
| ----------- | --- |
| 16. století | |
| 1575        | Druhé (definitivní) přijetí buddhismu Mongoly |
| 17. století | |
| 17. století | Stavba Potály ve Lhase, jež započal 5. dalajláma |
| 1686 - 1769 | Hakuin Zendži, japonský zenový mistr a reformátor rinzai zenu |
| 18. století | |
| 1750        | Sarankarova reforma srílanské mnišské sanghy |
| 1788 - 1860 | Arthur Schopenhauer, německý filozof ovlivněný buddhismem |
| 19. století | |
| 1864 - 1933 | Anagárika Dharmapála, významný reformátor théravády |
| 1870 - 1966 | Daisetz Teitaro Suzuki, japonský učitel zenu |
| 1871        | 5. buddhistický (théravádový) koncil konaný v Mandalaji. |
| 1883 - 1961 | František Drtikol, jako první přeložil do češtiny mnohá významná díla mahájány a vadžrajány. Sám jejich obsah praktikoval a učil. Je nazýván Patriarchou českého buddhismu. |
| 1891 - 1956 | Bhímráo Rámdží Ámbédkar, obnovitel buddhismu v Indii |
| 1898 - 1985 | Láma Anagárika Góvinda (vlastním jménem E.L. Hoffmann), buddhistické učitel                                                                                                 |
| 20. století | |
| 1905 - 1993 | Buddhadása Bhikkhu, thajský reformátor théravády |
| 1914 - 1982 | Dešimaru Róši, japonský učitel sótó zenu a významný šiřitel zenu na Západě                                                                                                  |
| 1920 - 1970 | Kulatissa Nanda Jayatilleke, srílanský reformátor buddhismu |
| 1926        | narodil se Thich Nhat Hanh, vietnamský zenový mnich a učitel |
| 1933        | narodil se Sulak Sivaraksa, thajský reformátor buddhismu |
| 1938        | narodil se Čhögjal Namkhai Norbu, který začal na Západě šířit nauky Dzogčhenu                                                                                               |
| 1951        | Čínská lidová armáda obsadila Tibet, počátek likvidace tradiční tibetské kultury                                                                                            |
| 1950        | Založení World Fellowship of Buddhists (mezinárodní buddhistické organizace)                                                                                                |
| 1954 - 1956 | 6. théravádový koncil v Barmě |
| 1956        | Bhímráo Rámdží Ámbédkar spolu s cca 400.000 stoupenci konvertoval k buddhismu                                                                                               |
| 1959        | 14. dalajláma odchází do indického exilu |
| 1975        | Založení Evropské buddhistické unie |
| 1983        | Zákonné uznání buddhismu v Rakousku |
| 1987        | Založení Sakyadhita (Mezinárodní asociace buddhistických žen) v Bódhgaji, v Indii                                                                                           |
| 1989        | Založena INEB (International Network of Engaged Buddhists) |
| 21. století | |
| 2000        | OSN prohásila Vésakh za mezinárodní svátek |
| 2001        | Tálibán zničil starobylé buddhistické sochy v údolí Bamján v Afghánistánu.                                                                                                  |